# Harnasie Hill
Der Harnasie Hill (polnisch Wierch Harnasie [vʲɛrχ‿χarˈnaɕɛ]) ist ein steilwandiger und 250 m hoher Hügel auf King George Island im Archipel der Südlichen Shetlandinseln. Er ragt zwischen dem Vauréal Peak und dem Martins Head im südlichen Teil der Krakau-Halbinsel auf.
Wissenschaftler einer polnischen Antarktisexpedition benannten ihn im Jahr 1980. Namensgeber ist das Ballettstück Harnasie des polnischen Komponisten Karol Szymanowski (1882–1937). Das UK Antarctic Place-Names Committee übertrug die polnische Benennung 1984 ins Englische.